# 皇冠站
皇冠站（法語：Couronnes）是巴黎地鐵2號線的一個車站，位於巴黎11區和巴黎20區的一個交界處。皇冠站開業於1903年1月31日，是巴黎地鐵2號線延伸工程的一部分。車站所在地在歷史上曾有一個城門。

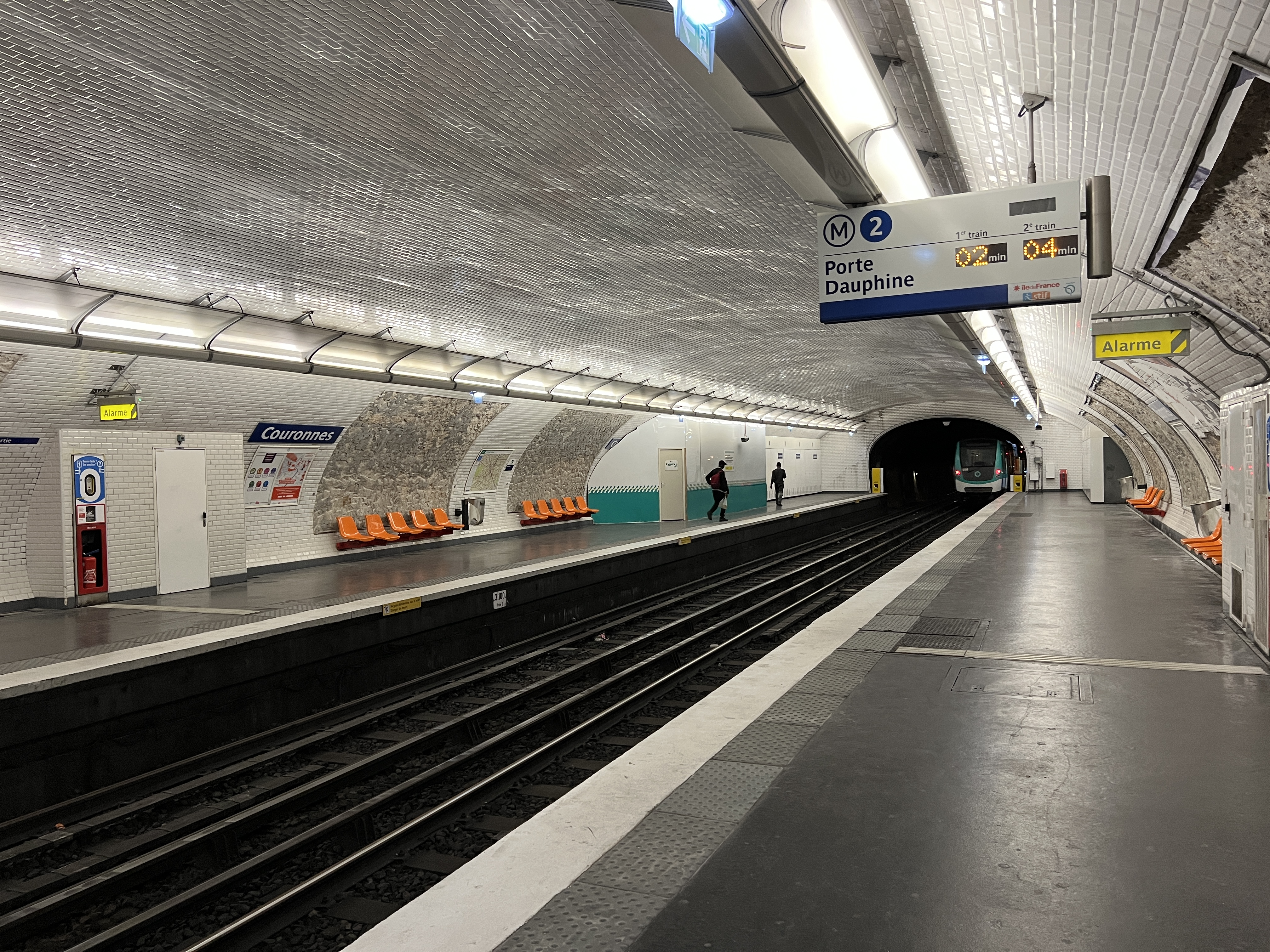
月台 (2022年7月)

## 車站結構
| 街道   |                    |                          |
| B1     | 月台連接夾層       |                          |
| 月台層 | 側式月台，右側開門 | 側式月台，右側開門       |
| 月台層 | 1號月台            | 往王妃門（美麗城）       |
| 月台層 | 2號月台            | 往民族廣場（美尼爾蒙東） |
| 月台層 | 側式月台，右側開門 |                          |